# Trochosa tangerana
Trochosa tangerana là một loài nhện trong họ Lycosidae.
Loài này thuộc chi Trochosa. Trochosa tangerana được Carl Friedrich Roewer miêu tả năm 1960.